# Obanos
Obanos è un comune spagnolo di 979 abitanti situato nella comunità autonoma della Navarra.
In questa località si riuniscono i due rami principali del Cammino di Santiago di Compostela: il Camino Aragonés e il Camino Navarro creando il Camino Francés.